# Florence Piron
Pour les articles homonymes, voir Piron.
Florence Piron, née en 1966 et morte le 26 avril 2021, canadienne d'origine française, anthropologue et éthicienne de formation, est une professeure titulaire au département de communication et d'information à l'Université Laval,.

## Biographie

### Formation universitaire
En 1985, Florence Piron a réalisé un DEUG de philosophie et un DEUG d'Histoire à Université Paris I puis une licence en Histoire en 1986. Par la suite, elle a migré au Québec où elle a fait une maîtrise au Département d'Anthropologie à l'Université Laval, en 1990, puis un doctorat en 1999. De 1999 à 2001, elle a réalisé un stage post-doctoral à l'Université McGill,.

### Enseignement
Florence Piron enseigne l'Éthique, Démocratie et Citoyenneté, et la Communication du risque au niveau des trois premiers cycles universitaires à l'Université Laval.
Florence Piron fonde l'Association Sciences et Bien Commun en 2011, puis la boutique de sciences Accès savoirs de l’Université Laval en 2013, et assume leur présidence jusqu'en 2021.

## Projets de recherche réalisés
- Co-directrice du Projet SOHA, Science Ouverte en Haïti et en Afrique francophone[6]
- 2009: Enquête sur les besoins des familles dans la région de Chaudière-Appalaches. Direction scientifique du projet. Financement de la Conférence régionale des élus de Chaudière-Appalaches.

## Publications

### Livres
- Marie-France Duranceau, Léonore Pion et Florence Piron, Aux sciences citoyens ! Expériences et méthodes de consultation sur les enjeux scientifiques de notre temps, Montréal, Presses de l'Université de Montréal, 2009 (ISBN 978-2-7606-2168-8)
- Gérard Verna et Florence Piron (dir.), Éthique des rapports nord-sud. Regards croisés, Québec, Les Presses de l’Université Laval, 2010 (ISBN 978-2-7637-8992-7)
- Florence Piron (dir.), Citoyennes. Portraits de femmes engagées pour le bien commun, Québec, Association science et bien commun, 2014 (ISBN 978-2-9814827-4-7, lire en ligne)
- Florence Piron, Femmes savantes, femmes de science – Tome 1, Québec, Éditions science et bien commun, 2014 (ISBN 978-2-9814827-1-6, lire en ligne)
- Florence Piron, Citoyennes de la Terre. Portraits de femmes du monde entier engagées dans la préservation de l’environnement, Québec, Éditions science et bien commun, 2015, 409 p. (ISBN 978-2-924661-02-4, lire en ligne)
- Florence Piron, Femmes savantes, femmes de science - Tome 2, Québec, Éditions science et bien commun, 2015 (ISBN 978-2-9814827-9-2, lire en ligne)
- Florence Piron, Justice cognitive, libre accès et savoirs locaux. Pour une science ouverte juste, au service du développement local durable, Québec, Éditions science et bien commun, 2016 (ISBN 978-2-924661-13-0, lire en ligne)
- Florence Piron (dir.), Québec africaine. Portraits, Québec, Éditions science et bien commun, 2017 (ISBN 978-2-924661-08-6, lire en ligne)
- Florence Piron (dir.), Québec arabe Tome 1, Québec, Éditions science et bien commun, février 2018 (ISBN 978-2-924661-24-6, lire en ligne)
- Florence Piron (dir.), Québec arabe Tome 2, Québec, Éditions science et bien commun, février 2018 (ISBN 978-2-924661-27-7, lire en ligne)
- Laurence Brière, Mélissa Lieutenant-Gosselin et Florence Piron (dir.), Et si la recherche scientifique ne pouvait pas être neutre?, Québec, Éditions science et bien commun, 2019 (ISBN 978-2-924661-54-3, lire en ligne)

### Chapitres d'ouvrages collectifs
- Florence Piron, « Savoir, pouvoir et éthique de la recherche», dans Alain Beaulieu (dir.), Foucault et le contrôle social, Québec, Presses universitaires de l’Université Laval, 2005, 324 p. (ISBN 9782763702032)
- Florence Piron, « Quelles finalités pour l’entreposage de données numérisées ? », dans Yves Couturier et Silvie Bernier (dir.), Les banques de données numérisées dans la recherche en sciences humaines. Enjeux éthiques, juridiques et patrimoniaux, Sherbrooke, Éditions de l’Université de Sherbrooke, 2007, 88 p. (ISBN 9782980978807), p. 37-49
- Florence Piron, « Chercheurs et responsables », dans Miriam Fhamy (dir.), L’État du Québec 2010, Montréal, Boréal, 2010, 504 p. (ISBN 9782764620069), p. 83-89
- Florence Piron, « Science ouverte et santé communautaire », dans Valérie Desgroseillers, Nicolas Vonarx, Anne Guichard et Bernard Roy (dir.), La santé communautaire en 4 actes. Repères, acteurs, démarches et défis, Québec, Presses de l’Université Laval, 2015, 364 p. (ISBN 978-2-7637-2175-0)
- Florence Piron, « Science et débat public sur le vivant », dans Michelle Dell’Angelo, Marie-Claude Bernard, Catherine Simard et Sandrine de Montgolfier (dir.), Actes du colloque La vie et le vivant : de nouveaux défis à relever dans l’éducation, Crétail, SHS Web of Conferences, 2015 (ISBN 978-2-7598-1924-9, lire en ligne)
- Florence Piron, « Postcolonial open access », dans (en) Ulrich Herb et Joachim Schöpfel (dir.), Open Divide? Critical Studies on Open Access, Sacramento, Litwin, 2018 (ISBN 978-1-63400-029-1, lire en ligne)
- Florence Piron, « L’amoralité du positivisme institutionnel. L'épistémologie du lien comme résistance », dans Laurence Brière, Mélissa Lieutenant-Gosselin et Florence Piron (dir.), Et si la recherche scientifique ne pouvait pas être neutre?, Québec, Éditions science et bien commun, 31 décembre 2018 (ISBN 978-2-924661-54-3, lire en ligne)
- Florence Piron, « Les récits de vie peuvent-ils être des outils de changement social et de résistance aux injustices épistémiques? », dans Marie-Claude Bernard et Geneviève Tschopp, Les voies du récit, Québec, Éditions science et bien commun et LEL du CRIRES, 16 septembre 2019 (ISBN 978-2-924661-90-1, lire en ligne)
- Florence Piron, Tom Olyhoek, Ivonne Lujano Vilchis, Ina Smith et Zakari Liré, « Saying ‘No’ to Rankings and Metrics », dans (en) Budd L. Hall et Rajesh Tandon (dir.), Socially Responsible Higher Education. International Perspectives on Knowledge Democracy, Leiden, Brill, 2021 (ISBN 978-90-04-45907-6, lire en ligne), p. 80-91
- Florence Piron, Tom Olyhoek, Ivonne Lujano Vilchis, Ina Smith et Zakari Liré, « Trying to Say ‘No’ to Rankings and Metrics. Case Studies from Francophone West Africa, South Africa, Latin America and the Netherlands », dans (en) Budd L. Hall et Rajesh Tandon (dir.), Socially Responsible Higher Education. International Perspectives on Knowledge Democracy, Leiden, Brill, 2021 (ISBN 978-90-04-45907-6, lire en ligne), p. 276–287

### Articles
- Florence Piron, « L’État et ses citoyens-clients. Ou quand le service aux citoyens ne rend pas service à la démocratie », Argument, vol. 5, no 2,‎ printemps-été 2003 (lire en ligne)
- Florence Piron, « Réponse à Palys et Lowman », La Revue Canadienne Droit et Société, vol. 21, no 1,‎ avril 2006, p. 187-196 (lire en ligne)
- Florence Piron, « La gestion, l’éthique et la modernisation de la fonction publique québécoise : réflexions de trois femmes sous-ministres en titre », Recherches féministes, vol. 20, no 1,‎ 27 juillet 2007, p. 129–150 (lire en ligne)
- Florence Piron, « La commission d’éthique publique de Oakland : des citoyens au service de l’éthique de l’administration municipale », Éthique publique, vol. 11, no 2,‎ 2009, p. 191-193 (lire en ligne)
- Florence Piron, « La citoyenneté scientifique contre l’économie marchande du savoir. Un enjeu d’éthique publique », Éthique publique, vol. 12, no 1,‎ 2010, p. 79-104 (lire en ligne)
- Florence Piron, « La restitution des savoirs, entre courtoisie, transfert de connaissances et geste politique », SociologieS,‎ 24 juin 2014 (lire en ligne)
- Florence Piron, « Penser le plagiat à la lumière du cadre normatif du régime contemporain des savoirs scientifiques », Questions de communication, no 27,‎ 2015, p. 217-231 (lire en ligne)
- Florence Piron, « Faire du libre accès un outil de justice cognitive et d’empowerment des universitaires des pays des Suds », Revue maghrébine de documentation et d'information, no 25,‎ 2016, p. 91-106 (lire en ligne)
- Samir Hachani et Florence Piron, « La pratique des frais demandés aux auteurs par les revues en libre accès : Une approche pénalisante pour les pays des Suds », Revue maghrébine de documentation et d'information, no 25,‎ 2016, p. 215-237 (lire en ligne)
- Florence Piron, « Méditation haïtienne. Répondre à la violence séparatrice de l’épistémologie positiviste par l’épistémologie du lien », Sociologie et sociétés, vol. 49, no 1,‎ printemps 2017 (lire en ligne)
- Florence Piron, « Le libre accès aux publications scientifiques », Options politiques,‎ 28 juin 2017 (lire en ligne)
- Florence Piron, Antonin Benoît Diouf, Marie Sophie Dibounje Madiba, Thomas Hervé Mboa Nkoudou, Zoé Aubierge Ouangré, Djossè Roméo Tessy, Hamissou Rhissa Achaffert, Anderson Pierre et Zakari Lire, « Le libre accès vu d’Afrique francophone subsaharienne », Revue française des sciences de l’information et de la communication, no 11,‎ 1er août 2017 (lire en ligne)
- Baptiste Godrie, Maxime Boucher, Sylvia Bissonnette, Pierre Chaput, Javier Flores, Sophie Dupéré, Lucie Gélineau, Florence Piron et Aude Bandini, « Injustices épistémiques et recherche participative: un agenda de recherche à la croisée de l’université et des communautés », Gateways: International Journal of Community Research and Engagement, vol. 13, no 1,‎ 31 mai 2020 (lire en ligne)
- Leslie Chan, Budd Hall, Florence Piron, Rajesh Tandon et Lorna Williams, « La science ouverte au-delà du libre accès : Pour et avec les communautés. Un pas vers la décolonisation des savoirs », IdéesLab de la Commission canadienne pour l’UNESCO,‎ juillet 2020 (lire en ligne)

## Conférences
- Chemin vers les biens communs de la connaissance et de la démocratie (janvier 2018)
- La représentation numérique des savoirs des suds : construction d’un problème (novembre 2017)
- L'injustice cognitive et trois stratégies pour la combattre (Université de Lyon 2, septembre 2015)
- Le libre accès et le développement durable
- Le numérique pour lutter contre racisme : une expérience à Québec
- La science ouverte : portrait d'ensemble (outil de formation)
- La science ouverte peut-elle réduire l'aliénation épistémique?
- Mai 2016, Montréal. La science ouverte peut-elle réduire l'aliénation épistémique?
- Paysages de la science citoyenne
- Mars 2015, Haiti. Portrait d'ensemble de la science ouverte.
- Les bibliothèques universitaires peuvent-elles devenir des outils de justice cognitive dans les pays du Nord et des Suds? (novembre 2017, Montréal)
- La revalorisation des savoirs locaux et leur reconnaissance, Haiti[7]
- conférences au Bénin[8]
- Causerie à Port-au-Prince sur enjeux épistémologiques, méthodologiques, politiques, sociaux et numériques de la recherche scientifique dans les pays des Suds[9]

## Distinction
Le 1er mars 2018, Florence Piron a remporté le prix hommage du Mois de l’histoire des Noirs 2018,.